# Leptodactylus pustulatus
Leptodactylus pustulatus é uma espécie de anfíbio  da família Leptodactylidae.
É endémica do Brasil.
Os seus habitats naturais são: savanas húmidas, matagal húmido tropical ou subtropical, marismas de água doce, pastagens, jardins rurais, áreas urbanas e lagoas.